# Auripigment
Auripigment ist ein häufig vorkommendes Mineral aus der Mineralklasse der „Sulfide und Sulfosalze“ mit der chemischen Formel As2S3 oder auch As4S6 und damit chemisch gesehen Arsen(III)-sulfid (auch Arsentrisulfid) mit dem Stoffmengenverhältnis Arsen : Schwefel gleich 2 : 3.
Bereits in der Antike war das Mineral, überliefert durch Plinius den Älteren, unter der lateinischen Bezeichnung auripigmentum bekannt. Bei den Bergmännern kannte man es als Arsenblende und im französischen und englischen Sprachraum wird es bis heute als Orpiment bezeichnet. Im Mittelalter kamen noch die mittel- und neulateinischen Bezeichnungen arsenicum citrinum bzw. arsenicum flavum hinzu.
Auripigment kristallisiert im monoklinen Kristallsystem und entwickelt nur selten kleine, prismatische Kristalle oder pseudoorthorhombische Zwillinge. Meist findet es sich in Form von blättrigen, säuligen oder faserigen Mineral-Aggregaten sowie krustigen Überzügen. Die Oberflächen der durchsichtigen bis durchscheinenden Kristalle weisen einen harz- bis fettähnlichen Glanz auf, Spaltflächen schimmern dagegen eher perlmuttartig. Im Allgemeinen ist Auripigment von zitronen- bis goldgelber Farbe. Je nach Verwitterungszustand oder Art der Fremdbeimengungen kann die Farbe aber auch eher bronzegelb bis bräunlichgelb wirken oder einen Stich ins Rötliche oder Grünliche haben. Auf der Strichtafel hinterlässt das Mineral dagegen immer einen kräftig hellgelben Strich.
Obwohl Auripigment zu den hochgiftigen Mineralen zählt, wurde es aufgrund seiner strahlend goldgelben Farbe gerne als Pigment-Farbe Rauschgelb in der Malerei eingesetzt.

## Etymologie und Geschichte

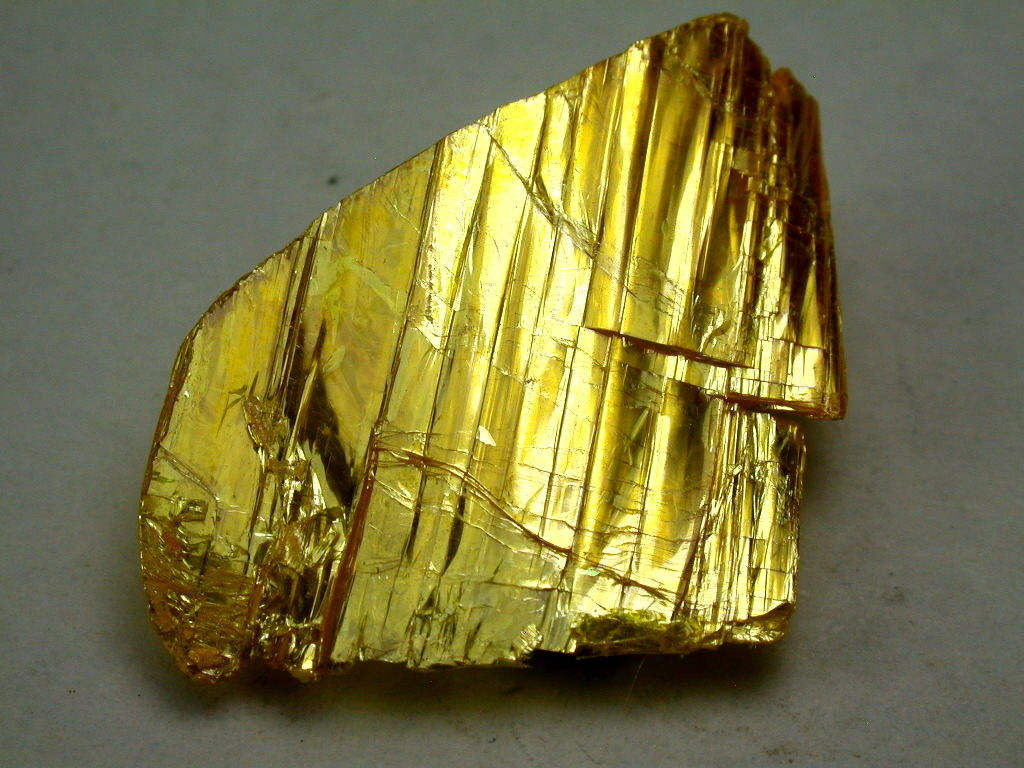
„Rauschgelber“ Auripigmentkristall der Republik Sacha, Ostsibirien (Größe: 25 mm × 24 mm × 1 mm)

Die deutsche Bezeichnung Auripigment (von mittellateinisch auripigmentum für „Goldfarbe“) leitet sich (wie auch mittelhochdeutsch ôrpermint, entstanden aus ôrpiment, und mittelniederländisch operment) vom lateinischen Wort aurum (Gold) ab. Weiterhin war es bekannt unter dem griechischen Arrhenicum und daraus abgeleitet Arsenicum (ursprünglich Arsenikon; altgriechisch ἀρσενικόν) und Auricon. Im deutschsprachigen Raum tauchen Bezeichnungen wie Risigallum, Ruschgäl, Rüschelecht und Rauschgelb auf, später auch Königsgelb, Arsenblende, gelber Hüttenrauch und Operment(um). In Frankreich und England kannte und kennt man das gelbe bzw. „goldfarbene“ Arsensulfid als Orpiment, in Italien als Oropimento.
Aufgrund seiner Ähnlichkeit zum Naturharz Sandarak in Bezug auf Farbe und Glanz wurde Auripigment gelegentlich als „mineralischer Sandarak“ bezeichnet.
Da der Auripigment bereits lange vor der Gründung der International Mineralogical Association (IMA) bekannt und als eigenständige Mineralart anerkannt war, wurde dies von ihrer Commission on New Minerals, Nomenclature and Classification (CNMNC) übernommen und bezeichnet den Auripigment als sogenanntes „grandfathered“ (G) Mineral. Die seit 2021 ebenfalls von der IMA/CNMNC anerkannte Kurzbezeichnung (auch Mineral-Symbol) von Auripigment lautet „Orp“.

## Klassifikation
Bereits in der veralteten 8. Auflage der Mineralsystematik nach Strunz gehörte Auripigment zur Mineralklasse der „Sulfide und Sulfosalze“ und dort zur Abteilung „Komplexe Sulfide (Sulfosalze)“, wo er innerhalb der „Galenobismutit-Cosalit-Gruppe (Bleiwismutspießglanze)“ mit der System-Nr. II/D.08 zusammen mit Dimorphin, Gerstleyit, Getchellit, Metastibnit, Patrónit und Realgar im Anhang die „Patronit-Realgar-Gruppe (mit ausgesprochen nichtmetallischem Charakter)“ bildete.
Im Lapis-Mineralienverzeichnis nach Stefan Weiß, das sich aus Rücksicht auf private Sammler und institutionelle Sammlungen noch nach dieser alten Form der Systematik von Karl Hugo Strunz richtet, erhielt das Mineral die System- und Mineral-Nr. II/F.02-70. In der „Lapis-Systematik“ entspricht dies der Abteilung „Sulfide mit nichtmetallischem Charakter“, wo Auripigment zusammen mit Alacránit, Anauripigment, Bonazziit, Duranusit, Dimorphin, Laphamit, Pararealgar, Realgar und Uzonit eine eigenständige, aber unbenannte Gruppe bildet (Stand 2018).
Die von der International Mineralogical Association (IMA) zuletzt 2009 aktualisierte 9. Auflage der Strunz’schen Mineralsystematik ordnet Auripigment ebenfalls in die Klasse der „Sulfide und Sulfosalze“, dort allerdings in die Abteilung der „Sulfide von Arsen, Alkalien; Sulfide mit Halogeniden, Oxiden, Hydroxiden, H2O“ ein. Diese ist zudem weiter unterteilt nach der Art der in der Formel enthaltenen Elemente, so dass das Mineral entsprechend seiner Zusammensetzung in der Unterabteilung „mit As, (Sb), S“ zu finden ist, wo es nur noch zusammen mit Laphamit die „Auripigmentgruppe“ mit der System-Nr. 2.FA.30 bildet.
Auch die vorwiegend im englischen Sprachraum gebräuchliche Systematik der Minerale nach Dana ordnet Auripigment in die Klasse der „Sulfide und Sulfosalze“ und dort in die Abteilung der „Sulfidminerale“ ein. Hier ist das Mineral ebenfalls als Namensgeber der „Auripigmentgruppe“ mit der System-Nr. 02.11.01 und dem weiteren Mitglied Getchellit innerhalb der Unterabteilung „Sulfide – einschließlich Seleniden und Telluriden – mit der allgemeinen Zusammensetzung AmBnXp, mit (m+n):p=2:3“ zu finden.

## Chemismus
Reines Auripigment enthält 60,9 % Arsen und 39,1 % Schwefel, kann aber auch Beimengungen von Selen (Se), Antimon (Sb), Vanadium (V) und Germanium (Ge) enthalten. Daneben ist das Mineral oft auch mit Tonmineralen, Siliciumdioxid (SiO2) und/oder Stibnit (Antimonit, Sb2S3) verunreinigt.

## Kristallstruktur
Auripigment kristallisiert in der monoklinen Raumgruppe P21/n (Raumgruppen-Nr. 14, Stellung 2) mit den Gitterparametern a = 11,48 Å, b = 9,58 Å, c = 4,26 Å und β = 90,7 Å sowie zwei Formeleinheiten pro Elementarzelle.
Die Kristallstruktur besteht aus As2S3-Schichten parallel der Kristallfläche (010). Innerhalb der Schichten herrschen starke, homöopolare (nicht-polare) kovalente Bindungen und zwischen den Schichten schwache Van-der-Waals-Bindungen vor, was die Ursache für die vollkommene Spaltbarkeit des Minerals ist.
| Kristallstruktur von Auripigment |
| --- |
| - mit Blickrichtung parallel zur a-Achse - mit Blickrichtung parallel zur b-Achse - mit Blickrichtung parallel zur c-Achse - räumliche Darstellung in der kristallographischen Standardausrichtung |
| Farblegende: 0 _ As 0 _ S |

## Eigenschaften
Im Durchlichtmikroskop erkennt man grobe, transparent gelbe Partikel, die eine blättrige Struktur aufweisen. Zahlreiche Spaltflächen sind erkennbar. Das Mineral ist doppelbrechend, unter gekreuzten Polarisatoren erscheinen extrem bunte anormale rote und blaugrüne Interferenzfarben.
Beim Erhitzen wird Auripigment rot und vor dem Lötrohr zeigt es dieselben Reaktionen wie Realgar.

## Bildung und Fundorte

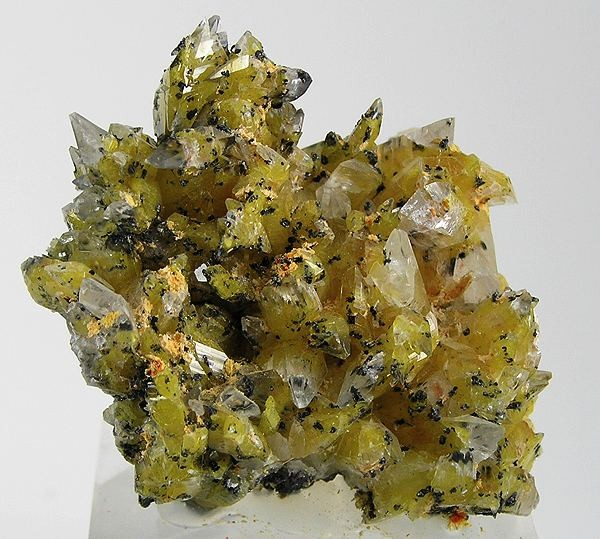
Hellgelber, mit Calcit verwachsener Auripigment aus der Jiepaiyu Mine, Shimen, Hunan, China (Größe: 5,3 cm × 5,2 cm × 2,8 cm)

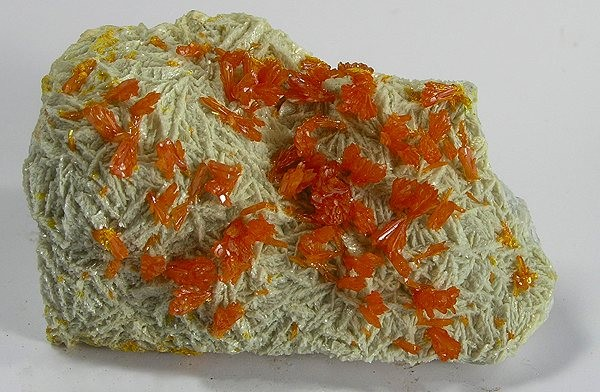
Orangefarbener, büscheliger Auripigment auf Baryt aus der Arsengrube El'brusskiy (Elbrusskii) am Elbrus, Nordkaukasus, Russland (Größe: 7,0 cm × 4,5 cm × 3,1 cm)

Auripigment entsteht neben Arsenik (As2O3) beziehungsweise Pararealgar (AsS) unter UV-Licht aus Realgar und hat damit meist dieselben Fundorte wie dieses. Weltweit gelten bisher rund 480 Fundorte für Auripigment als bekannt (Stand: 2014).
Bekannt aufgrund außergewöhnlicher Auripigmentfunde sind unter anderem die Arsen-Gold-Lagerstätte Shimen in der chinesischen Provinz Hunan, die La Libertad Mine bei Quiruvilca in der peruanischen Region La Libertad sowie die Getchell-, Lone Tree- und Twin Creeks Mine im Humboldt County (Nevada) in den USA, wo jeweils gut ausgebildete, mehrere Zentimeter lange Kristalle zutage traten.
In Deutschland konnte Auripigment bisher vor allem im Schwarzwald in Baden-Württemberg und im Erzgebirge in Sachsen gefunden werden, in Österreich kennt man das Mineral vorwiegend aus verschiedenen Fundpunkten in Kärnten und in der Schweiz ist bisher nur die Grube „Lengenbach“ im Binntal (Kanton Wallis) als Auripigment-Fundort bekannt.
Weitere Fundorte liegen unter anderem in Australien, Chile, Frankreich, Italien, Japan, Kanada, Rumänien, Russland, der Slowakei und der Türkei.

## Historische Verwendung

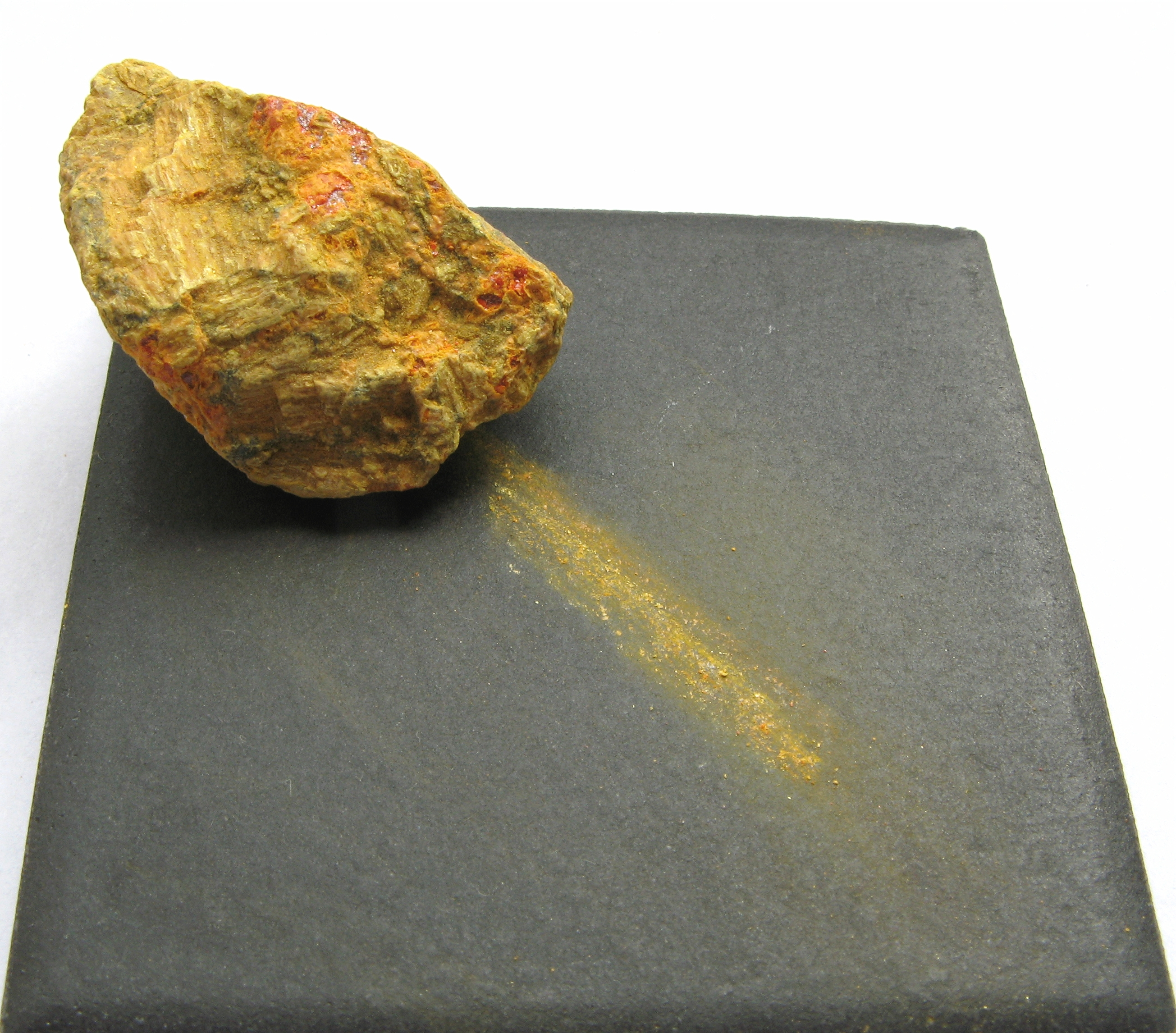
Helle, goldgelbe Strichfarbe von Auripigment

Schon seit dem Altertum wurde das rötlich-gelbe Auripigment verwendet, um Gold zu imitieren, denn es „gleicht dem Gold wie keine andere Farbe“, so Cennino Cennini. In Quellenschriften wie dem Leidener Papyrus X, dem Lucca-Manuskript oder der Mappae Clavicula befinden sich viele Rezepte für Goldschriften. Nachgewiesen wurde das Auripigment in der altägyptischen Kunst, Wandmalereien in Indien und China, mittelalterlichen Buchmalereien, Skulpturenfassungen und Tafelbildern, in venetianischen Gemälden des 15. und 16. Jahrhunderts sowie Niederländischen Stillleben des 17. Jahrhunderts und tibetischen Thankas aus gleicher Zeit.

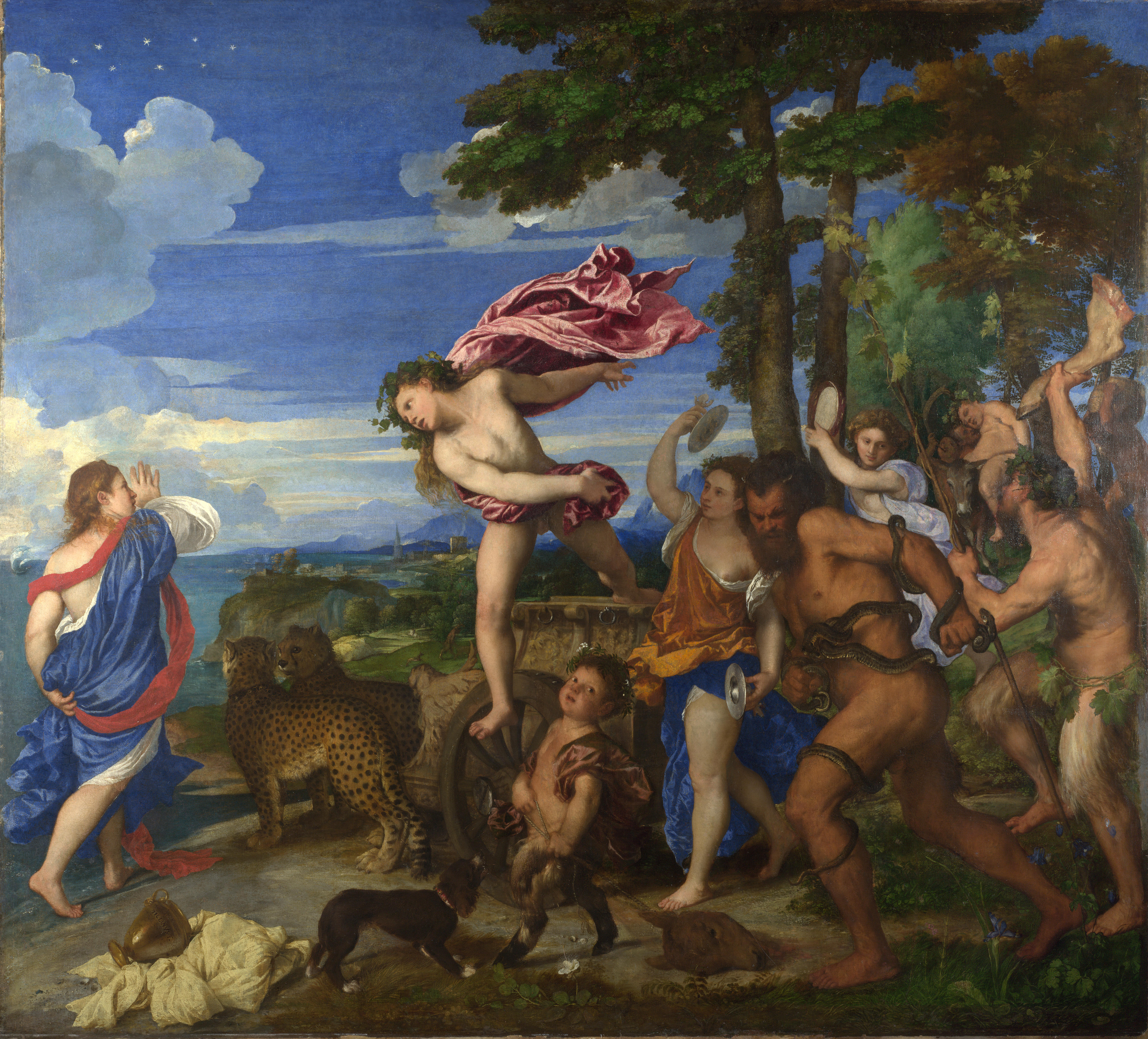
Bacchus und Ariadne 1520–1523, National Gallery, London

Vor der Erfindung von Chromgelb war Auripigment das leuchtendste Gelb, das man in der Malerei kannte. Heute wird es in der Anwendung durch ungiftige Teerfarbstoffe ersetzt. Ein schönes und berühmtes Beispiel für die Verwendung des Auripigments ist Tizians Gemälde Bacchus und Ariadne. Das leuchtende Orange im Mantel des Zimbelnspielers ist mit Realgar/Auripigment gemalt.
Auripigment wurde bereits in der Antike in Griechenland, im römischen Reich und in China als Arzneimittel und kosmetisches Mittel gehandelt. Es war ein Bestandteil von Rhusma Turcorum (auch: rusma turcorum), einem der ältesten bekannten Mittel zur Entfernung von Körperbehaarung. Rhusma Turcorum wurde aus einer zu einer Paste gerührten Mischung aus Auripigment, gelöschtem Kalk und Stärke hergestellt.
Dem Handbuch der Heilmittellehre von Friedrich Oesterlen aus dem Jahr 1844 ist ein Rezept für Rhusma Turcorum zu entnehmen. Oestelen führt aus, dass hierbei nicht das Schwefelarsen, sondern das aus seiner Zersetzung durch Kalk entstehende Schwefelkalzium der wirksame Bestandteil sei. Weiter erörtert er, dass Auripigment auch als Ätzmittel bei Krebs benutzt würde: „[…] z. B. in Belgien zerschnitten zu kleinen Troehisken applicirt (Delnaie). Chinesen rauchen es außerdem mit Tabak (Macgnowan).“
Der Verwendung in Rhusma Turcorum entspricht auch der Gebrauch von Auripigment in der Gerberei zum Enthaaren von Fellen.
Im Mittelalter wurde Auripigment auch als Zusatz zum Siegelwachs benutzt und war wegen seiner markanten gelben Farbe immer wieder von Interesse für Alchemisten auf der Suche nach einer Methode, Gold herzustellen.

## Moderne Anwendungen
Auripigment wird teilweise noch in der Produktion von Wachstuch, Linoleum, Halbleiter und Photoleiter und Feuerwerk verwendet.
In Rhusma turcorum wird es im ländlichen Indien noch als Enthaarungsmittel eingesetzt. Es wird auch weiterhin in der Lederindustrie verwendet, um Haare aus Häuten zu entfernen.

## Vorsichtsmaßnahmen
Auripigment enthält einen hohen Arsenanteil und wird daher ebenso wie Realgar als giftige Substanz (H-Sätze H301 Giftig bei Einatmen, H331 Giftig bei Verschlucken, H410 Sehr giftig für Wasserorganismen mit langfristiger Wirkung) eingestuft. Der Umgang mit Auripigment erfordert besondere Vorsichtsmaßnahmen, wie unter Verschluss aufbewahren; Schutzhandschuhe und Augenschutz benutzen; bei der Arbeit nicht essen, trinken, rauchen; Freisetzung in die Umwelt vermeiden und als gefährlicher Abfall zu entsorgen. Beim Transport relevanter Mengen fällt es unter Gefahrgutklasse 6.1 mit der Gefahrnummer 60 über der UN-Nummer 1557. Ein Begleiter von Auripigment ist Arsenik, welches auf Grund seiner guten Löslichkeit eine wesentlich höhere Giftigkeit als reines Arsen besitzt. Die oral aufgenommene, tödliche Dosis kann für den Menschen bereits bei weniger als 0,1 g liegen.
Viele historische Quellen warnen vor der hohen Giftigkeit des Auripigments. 1738 beschrieb Sprong es: „Königsgelb: Dies ist aus den besten Auripigmentstücken gemacht und deshalb sehr giftig. Der Nutzer sollte daher nicht versuchen daran zu riechen indem er die Nase darüber hält“. Auch Valentin Boltz warnt in seinem Illuminierbuch 1549 explizit: „Und hüt dich du kein pensel dieser Farb leckest, denn es ist schedlich“. Cennini bezeichnet es als „propio tosco“, wahrhaft giftig, und in vielen Büchern (Schramm) sowie Listen von Pigmentherstellern (Kremer) wird es in die Giftklasse 1 bzw. 2 eingeordnet. Es findet sich aber auch die Aussage, dass Arsentrisulfid wenig toxisch sei. Da es in Wasser und Salzsäure unlöslich ist, könne es nicht, oder nur in geringen Mengen vom Körper aufgenommen werden. Vergiftungserscheinungen können auf eine „Verunreinigung“ mit dem Abbauprodukt Arsenik (As2O3) zurückgeführt werden, welches als berühmtes (Selbst-)Mordgift Verwendung fand.
Neben seiner Giftigkeit zeigt sich insbesondere bei alten Gemälden ein weiterer Nachteil des Auripigments: unter Lichteinwirkung (direkte Sonneneinstrahlung) reagieren die bei der Malerei verwendeten Lösungsmittel mit dem Auripigment, so dass das Gelb im Lauf der Jahrhunderte zerfällt. Dies wirkt sich insbesondere auch auf Grüntöne aus, welche die alten Meister in Ermangelung eines schönen grünen Pigments häufig aus Auripigmentfarblacken und einem blauen Pigment gemischt haben: dies ist der Grund, dass bei vielen alten Landschaftsgemälden durch das Verblassen des Gelbtons beispielsweise die Bäume blau geworden sind.